# دویچی
دویچی (به صربی: Devići) یک منطقهٔ مسکونی در صربستان است که در ایوانئیتسا واقع شده‌است. دویچی ۰٫۷۹ کیلومتر مربع مساحت و ۱۸۹ نفر جمعیت دارد.